# Souks de Sfax

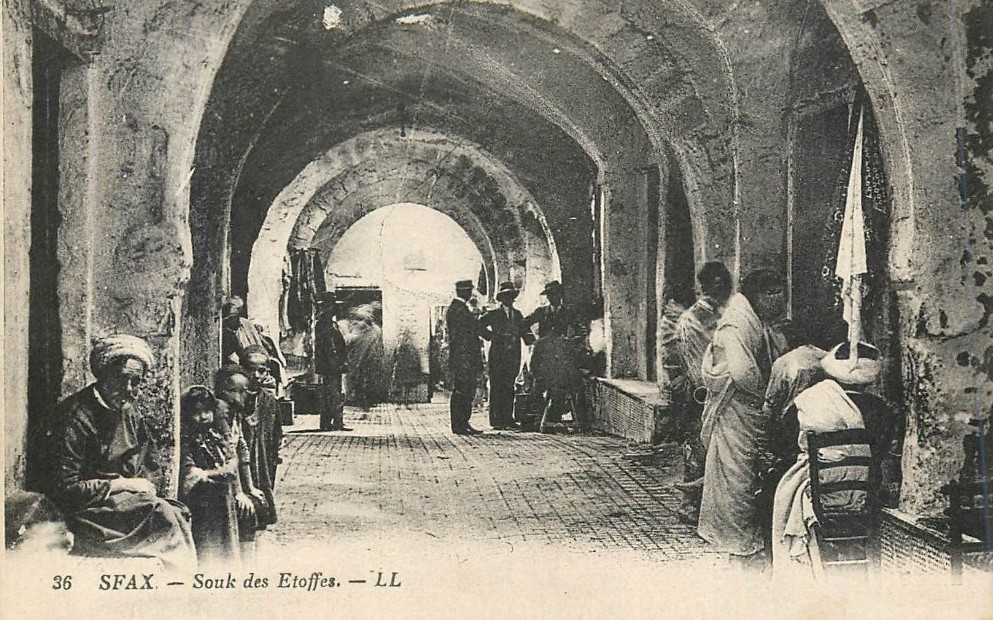
Carte postale du XIXe siècle montrant le souk Erbaa.

Les souks de Sfax sont un ensemble de magasins, boutiques et ateliers situés dans la médina de Sfax. Depuis sa fondation en 845, la médina constitue un centre économique primordial pour toute la région et qui n'a pas cessé de se développer. Son économie est représentée principalement par ses souks multiples et variés.

## Définition
Selon Marcel Clerget, un souk au Caire est « toutes rangées d'échoppes occupées au même commerce ou à la même fabrication » alors que, pour Ali Pacha, c'était un centre de vente et d'achat spécialisé.
À Sfax, André Raymond précise que les citoyens donnaient cette appellation à des espaces totalement différents : un souk à Sfax pouvait être une rue ou seulement une portion, soit à ciel ouvert soit couverte par des voûtes en berceau (comme le souk El Kamour et le souk Erbaa), qui dans les deux cas était bordée par des échoppes. On appelait aussi souk toute aire ayant la même structure qu'un fondouk ou qaysariyya (centre économique) mais qui, à la différence de ces derniers, était plus ouvert et spacieux (cas du souk El Jomaa ou marché du vendredi, appelé aussi souk El Kach).
À part les espaces de vente et d'achat des produits, certains souks sont des rues entières réservées à des activités professionnelles et artisanales comme le souk El Haddadine et le souk El Najjarine.

## Histoire
Les souks de Sfax ne commencent à avoir des noms qu'à partir du XVIIIe siècle et, dans la plupart des cas, ils portent le nom de l'activité qu'ils hébergent.
De nos jours, ces souks perdent leurs artisans et spécialités même s'ils gardent leurs noms. Ils sont envahis par des boutiques qui présentent des produits importés, qui sont en général de qualité moindre.

## Architecture

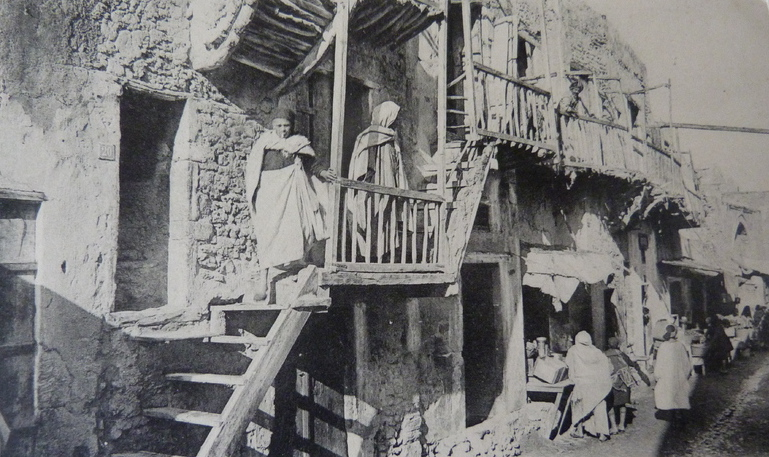
Souk El Haddadine avec ses escaliers et balcons.

La plupart des souks de Sfax se distinguent par leur architecture complexe à plusieurs niveaux.
Les sous-sols étaient principalement des caves pour le stockage appelés dehliz (arabe : دهليز), alors qu'au rez-de-chaussée on trouvait les boutiques surélevées ou hanout. L'espace au-dessus de ces échoppes était réservé aux ateliers des artisans. Ils avaient leurs propres escaliers et balcons en bois placés en encorbellement.
Comme dans la majorité des villes arabo-musulmanes, les souks de la médina de Sfax se développent à partir de sa grande mosquée. Les plus proches sont le souk El Kamour, le souk des parfums et le souk El Jomaa.

## Liste

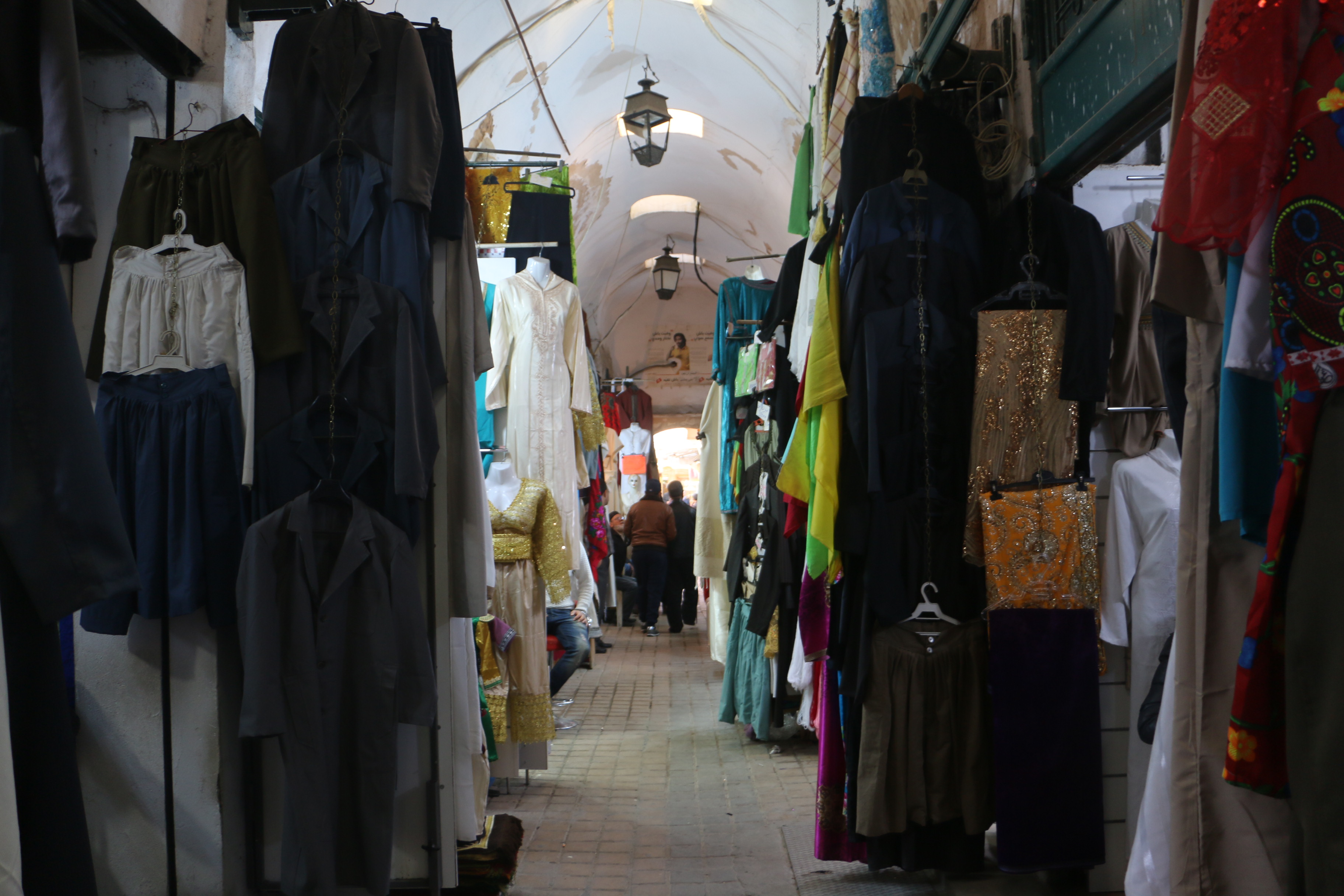
Souk Erbaa.

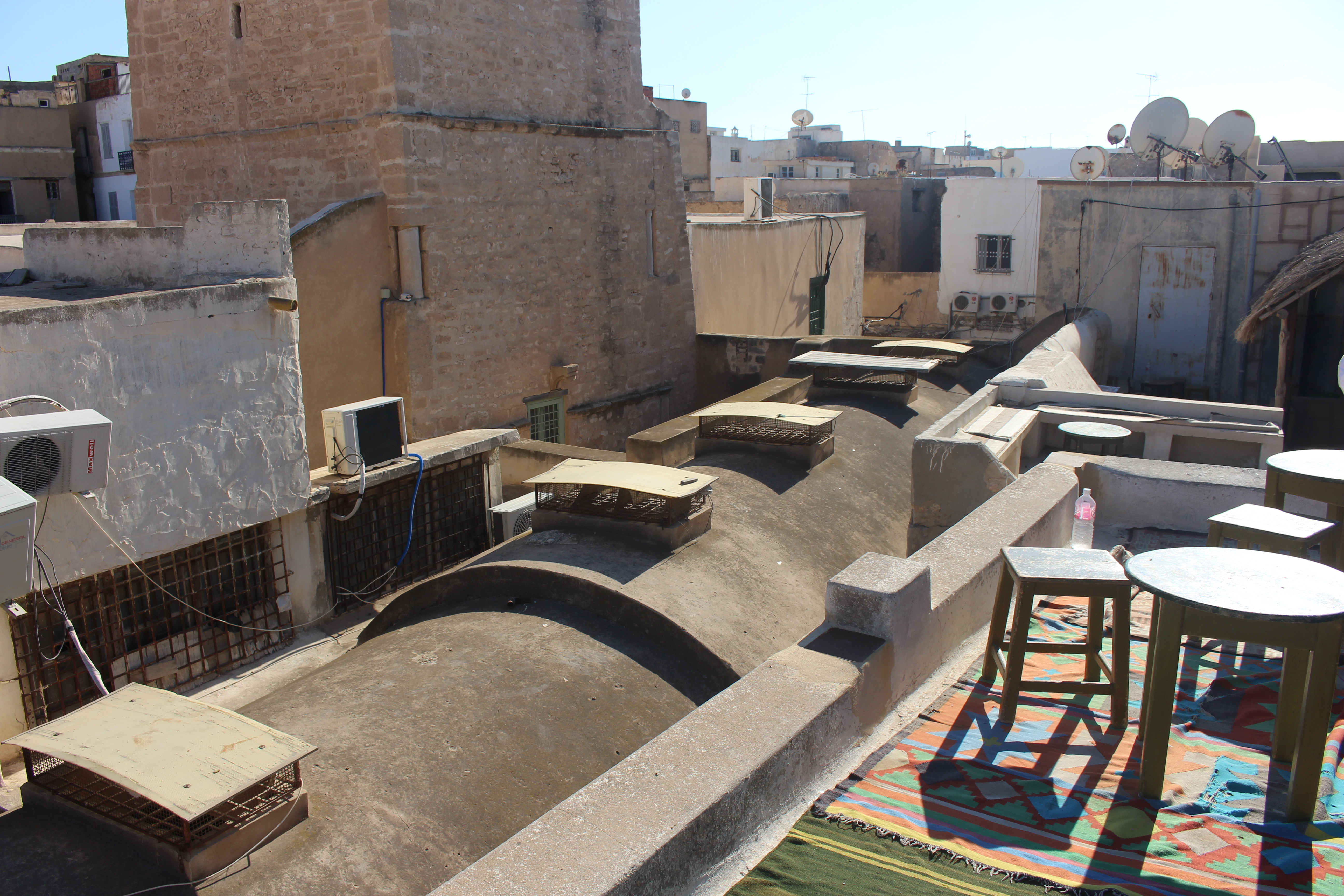
Toit du souk El Kamour.

La médina comporte une trentaine de souks organisés en quartiers et qui, pour la plupart, sont spécialisés dans la production, la vente et l'achat d'un produit ou d'une famille de produits spécifiques. Parmi ces souks on peut citer :
- le souk El Arousayn
- le souk El Dhekir
- le souk Erbaa
- le souk Erbaa El Saghir
- le souk El Fakkahine
- le souk El Ghzal
- le souk El Haddadine
- le souk El Hannatine
- le souk El Jomaa
- le souk El Kammadine
- le souk El Kamour
- le souk El Khardajiya
- le souk El Khodhra
- le souk El Najjarine
- le souk Es Sabbaghine
- le souk El Saffajine
- le souk El Sayaghine
- le souk El Trouk
- le souk El Zrayiia
- le souk Esserairia

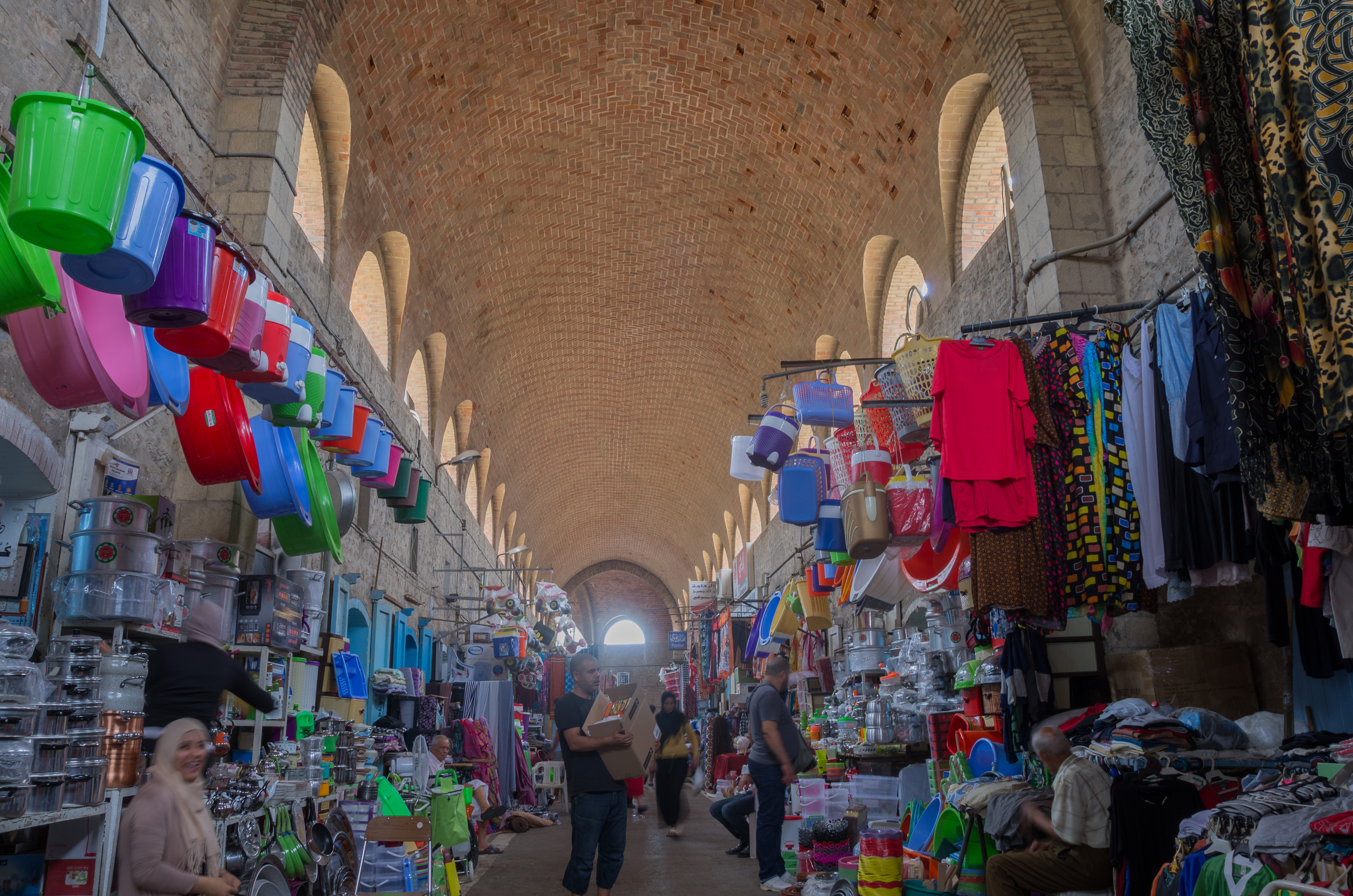
Souk Kriaa.

Le quartier de Bab Jebli est constitué de plusieurs souks dont le plus ancien date du XVIIIe siècle. Ces souks ont subi plusieurs changements.
- le souk El Mahsoulat
- le souk El Jazzarine
- le souk El Omrane
- le souk Kriaa (situé à l'extérieur des remparts)
- le souk El Hboub
- le souk El Hout
- le souk El Jomla